# Charles Godefroi de La Tour d’Auvergne

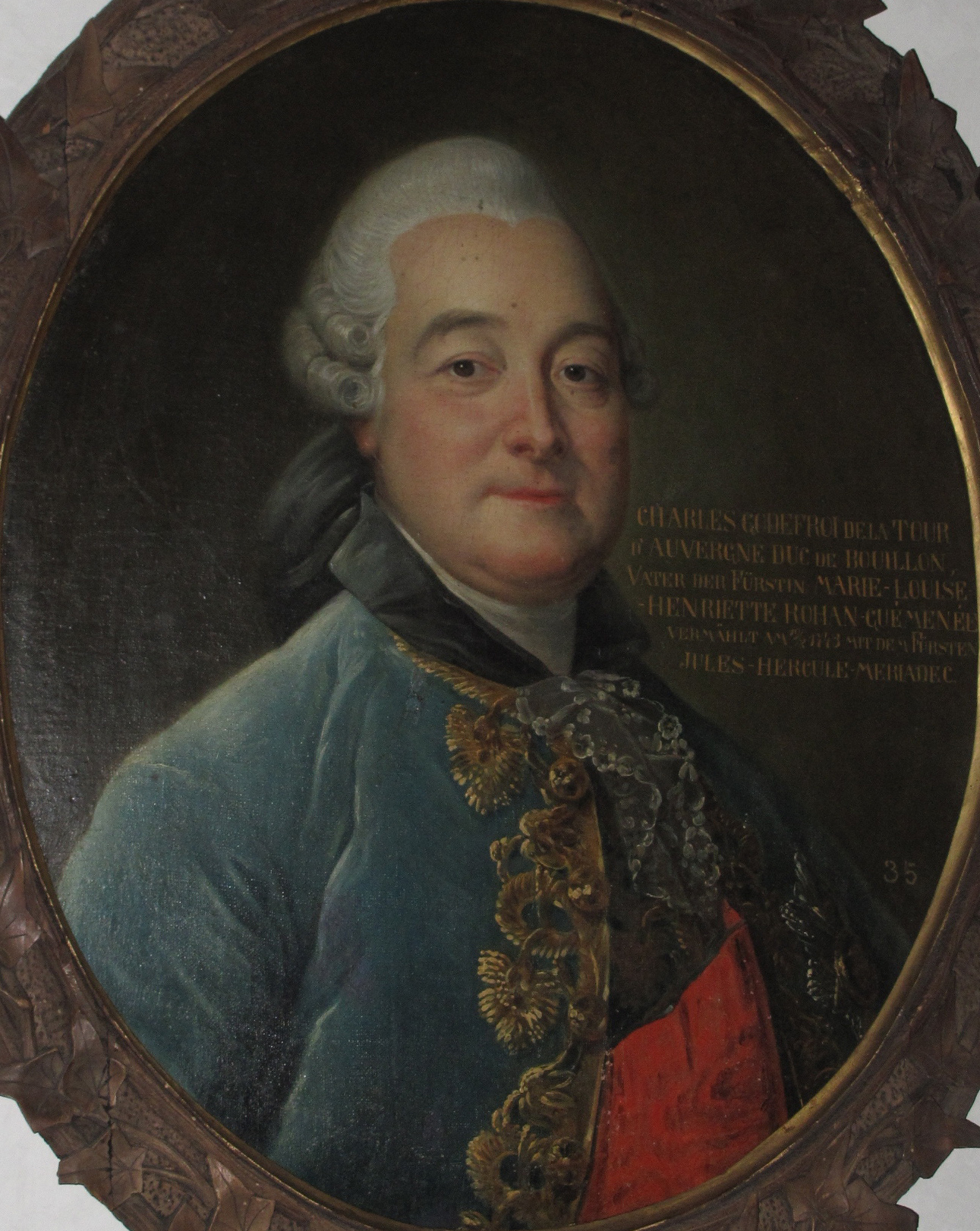
Charles Godefroi de La Tour d’Auvergne, Anonym, 18. Jahrhundert, Schloss Sychrov

Charles Godefroi de La Tour d’Auvergne  (* 16. Juli 1706; † 24. Oktober 1771) war 9. Herzog von Bouillon, 4. Herzog von Albret und Château-Thierry, Graf von Auvergne, Graf von Évreux, Graf von Beaumont, Baron de La Tour d’Auvergne, Pair von Frankreich und Reichsfürst.

## Leben
Charles Godefroi de La Tour d’Auvergne war der zweite Sohn von Emmanuel Théodose de La Tour d’Auvergne (1668–1730), Herzog von Bouillon, und Marie Armande Victoire de La Trémoille (1677–1717). Durch den Tod seines Bruders Frédéric Maurice Casimir de La Tour d’Auvergne am 1. Oktober 1723 wurde er Erbe des Familienbesitzes. 
1723 wurde er Oberst des Régiment de Turenne cavalerie, mit dem er 1733 und 1734 an den Feldzügen am Rhein teilnahm. 
Am 2. April 1724 heiratete er Maria Karolina Sobieska (* 25. November 1697; † 8. Mai 1740), Tochter des polnischen Kronprinzen Jakob Louis Heinrich Sobieski und Witwe seines Bruders, weswegen eine päpstliche Dispens erforderlich war. Ihre Kinder waren:
- Marie-Louise Henriette Jeanne (* 15. August 1725[3]; † guillotiniert 1793[4]); ⚭ 19. Februar 1743 Jules Hercule Mériadec de Rohan, 7. Duc de Montbazon, 8. Prince de Guéméné († 1800)
- Godefroi Charles Henri (* 26. Januar 1728[5]; † 3. Dezember 1792), 1771–1791 10. Herzog von Bouillon, Großkammerherr von Frankreich (1747[6]); ⚭ (1) 27. September 1743[7] Louise Henriette Gabrielle de Lorraine-Marsan (* 30. Oktober 1718; † 5. September 1788), Tochter von Charles Henri de Lorraine, Prince de Pons, und Elisabeth de Roquelaure; ⚭(2) 14. Mai 1789 NN de Bernstadt (* 1772)

Von 1728 bis 1747 war er Großkammerherr von Frankreich unter Ludwig XV. Zudem war er Gouverneur der Auvergne.